# سیاه‌دره کوسه
سیاه‌دره ۳ کوسه، روستایی از توابع بخش شاهیوند  شهرستان چگنی در استان لرستان ایران است.

## جمعیت
اهالی این روستا از طایفه میربگ دلفان هستند.این روستا در دهستان کشکان جنوبی قرار دارد و براساس سرشماری مرکز آمار ایران در سال ۱۳۹۵، جمعیت آن ۲۳۰ نفر (۵۵خانوار) بوده‌است زبان این روستا تماماً به زبان لکی است ا. شغل اصلیشان کشاورزی و دامداراری است این روستا در حدود سه کیلومتری پل کشکان قرار دارد و مردمی بسیار خونگرم و مهمان نواز دارد 